# Stenochironomus gracilivalva
Stenochironomus gracilivalva är en tvåvingeart som först beskrevs av Jean-Jacques Kieffer 1917.  Stenochironomus gracilivalva ingår i släktet Stenochironomus och familjen fjädermyggor.
Artens utbredningsområde är Peru. Inga underarter finns listade i Catalogue of Life.